# Charles Correa
Charles Correa (1 de setembre de 1930 - 16 de juny de 2015) fou un arquitecte, urbanista, activista, i teòric indi, una figura fonamental en el panorama mundial de l'arquitectura contemporània.
Estudià arquitectura a la Universitat de Michigan i al Massachusetts Institute of Technology i el 1958 obrí un estudi a Bombai. La seva obra a l'Índia mostra un elaboració molt acurada, que adapta l'arquitectura moderna a una cultura no occidental. En les seves primeres obres utilitza un estil autòcton local dins d'un entorn modern. El plantejament de l'ús de la terra i projectes comunitaris intenten contínuament anar més enllà de les solucions típiques a problemes del tercer món.
En tota la seva obra -des del planejament del Nou Bombai fins al memorial de Mahatma Gandhi (a Sabarmati Ashram, Ahmedabad)- ha dedicat un èmfasi especial a conservar els recursos, l'energia i el clima com els principals factors a l'hora d'ordenar l'espai.
En les últimes quatre dècades, Correa ha realitzat tasques pioneres en temes urbans i refugis de baix cost en el tercer món. Durant els anys 1970-75, va ser Arquitecte en Cap per al Nou Bombai, una ciutat nova de dos milions de persones, a l'altre costat de la badia de la ciutat preexistent. El 1985, el primer ministre Rajiv Gandhi l'anomenà President de la Comissió Nacional d'Urbanització.
Charles Correa morí a la seva residència de Bombai després d'una breu malaltia a l'edat de 84 anys, el 16 de juny de 2015.

## Premis
- Premi Padma Shri (1972)[3]
- Medalla d'Or del RIBA (1984)[4]
- Praemium Imperiale (1994)
- 7è Aga Khan Award for Architecture pel Parlament de Madhya Pradesh (1998)[5]
- Austrian Decoration for Science and Art (2005)[6]
- Premi Padma Vibhushan (2006)